# Crispomyia monacha
Crispomyia monacha är en tvåvingeart som beskrevs av Debenham 1974. Crispomyia monacha ingår i släktet Crispomyia och familjen svidknott. Inga underarter finns listade i Catalogue of Life.